# 玉环城墙
玉环城墙为旧玉环厅城城墙，位于今中华人民共和国浙江省台州市玉环市玉城街道，现仅存部分北城墙遗址。

## 历史
玉环为清雍正六年（1728）析太平、乐清两县地置厅，厅治位于玉环岛中部盆地，四周环山，唯东南角面海。城墙由首任同知张坦熊始建于雍正八年（1730）秋，雍正十年（1732）三月竣工，道光和同治年间重修。民国三十二年（1943）开始拆部分城墙条石建县政府办公楼，1949年后其余城墙也被逐渐拆除，砖石用于铺砌街道和建造公房。2014年重建约500米长的东北段山上城墙及北门宁涛门。 

## 建筑

清末玉环厅城布局示意图，以1970年卫星航拍为底图绘制。

清末玉環廰城佈局示意圖，以1970年衛星航拍為底圖繪製。

玉环城墙北跨中青山（又名北门山）和东青山，东、西、南三面利用自然河道修整后作护城河，形似朝珠。城周九百六十一丈五尺五寸（约3076.96米），高、宽均为二丈四尺（约7.68米），设有陆门四座、水门一座，四座陆门分别为东门靖海门（今东门桥西北侧）、西门永清门（今西青街原国营饮食店东侧）、南门镇远门（今珠城东路与广陵路交叉口处）和北门宁涛门（今北门山山顶），东西城门外设有瓮城。水门位于东南侧（今天开河三叉桥西北侧），沟通城内外河道，兼用于内河泄水和水路进出。
玉环城墙主要以条石叠砌，据考证可能取自洞头大门岛。最初因玉环地势东涂西岭，运输不便，难以筑城，恰在雍正八年（1730）七月因雷雨自然冲开一渠，自城南塘洋河一带直达后𡋟（今名后蛟），运石船只遂抵城下，该渠亦因此而得名天开河。
原城内以位于同知署前、连通东西两门的黄旗大街为主街（今以城中路为界，西段统称西青街，东段称东城路），西接西门外商铺聚集的西青街，南接通往南门的南正街（今广陵路）。主要建筑有同知署（亦称厅治，位于城北中青山南麓，已不存，其址今为玉环市政府大院）、巡检署（位于同知署西南，已不存）、参将署（位于城东北东青山南麓，早年已圮）、大有仓（位于同知署西，已不存）、学宫（玉环县学文庙，位于城东南，主体建筑已不存，仅存泮池泮桥，为玉环市文物保护单位，其址今为环山小学）、考棚（玉环试院，位于学宫东，已不存）、城隍庙（位于同知署东，已不存，其址今为玉环市政府东院）和环山书院（原位于同知署西南，后迁入考棚，已不存）等。